# Лунь очеретяний

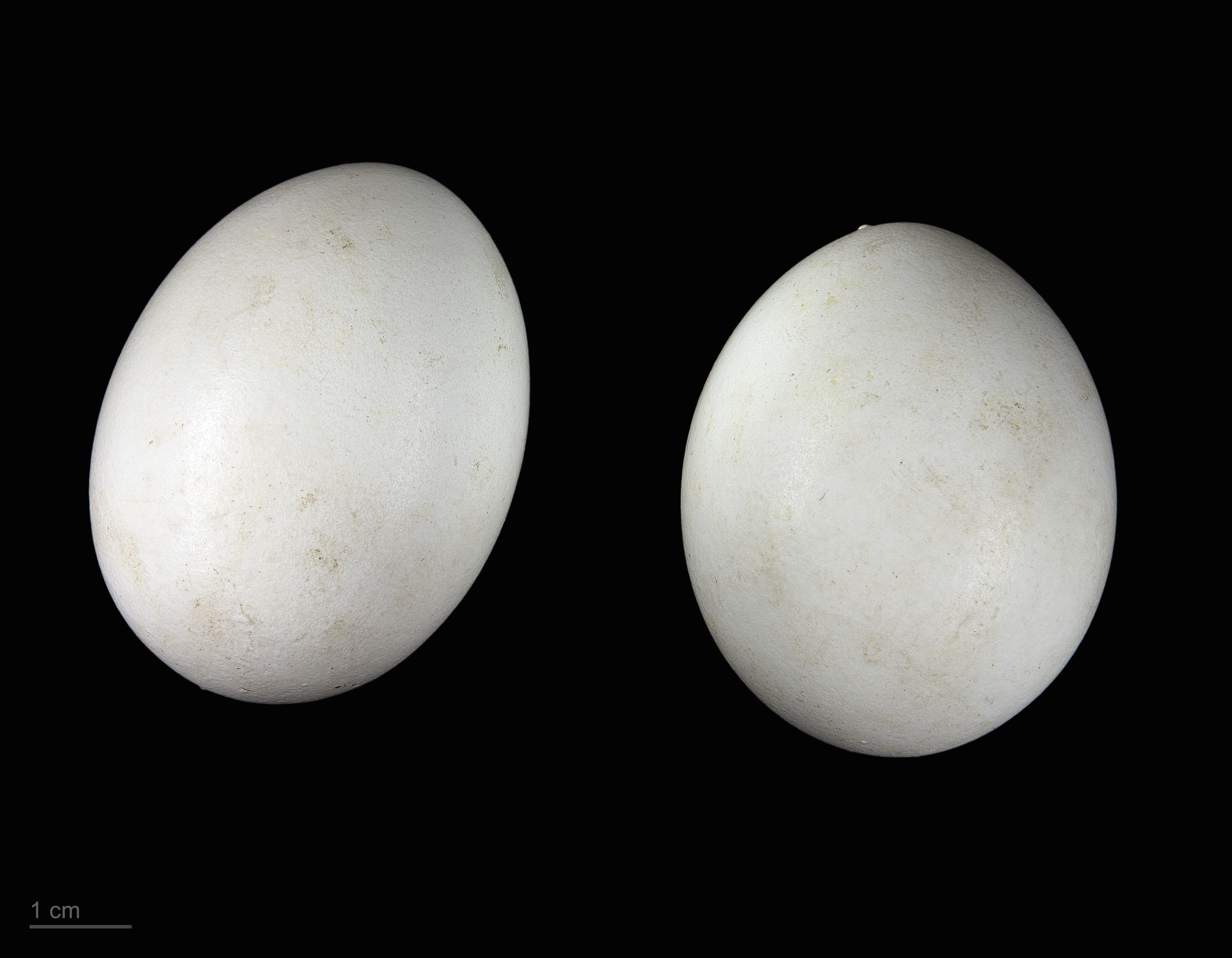
Яйця очеретяного луня (Тулузький музей)

Лунь очеретяний (Circus aeruginosus), або лунь болотяний  — хижий птах родини Яструбові (Accipitridae) ряду Соколоподібні (Falconiformes), один з чотирьох видів роду Лунь (Circus), що зустрічаються в Україні. Вид перебуває під охороною Бернської конвенції та ряду інших природоохоронних документів.

## Зовнішній вигляд
Найбільший серед лунів, що зустрічаються в Україні. Загальна довжина 49—60 см, маса 500—750 г, довжина крила 36—43 см, розмах крил 110—140 см. Статевий диморфізм проявляється у розмірах та особливостях забарвлення. Самки значно більші від самців. Вікові зміни і статеві відмінності в забарвленні досить значні. Забарвлення дорослих самців – сіре, біле, буре або чорне; тім'я буре або чорне з охристими краями пір'їн; спина і плечі бурі або чорні з більш-менш розвиненим світлим малюнком. У дорослих самок голова вохриста з темними плямами, спинна сторона тіла бура з охристими відмітками на крилах і плечах; черевце буре; на грудях вохриста пляма. Молоді очеретяні луні в першому гніздовому вбранні схожі на дорослих самок, але без сіруватого кольору на крилах і з вужчими довгастими відмітками на тім'ї. Райдужна оболонка жовта, дзьоб і кігті чорні, ноги — жовті.

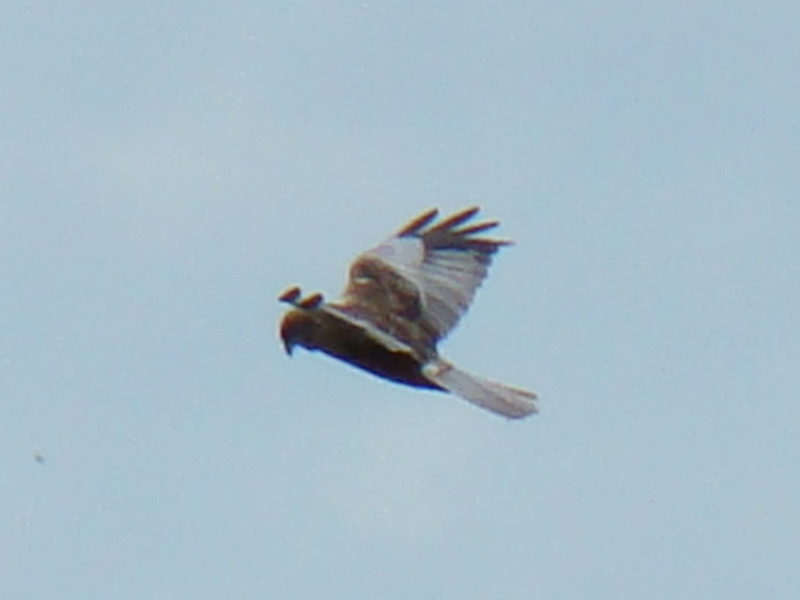
Дорослий самець: вигляд зверху
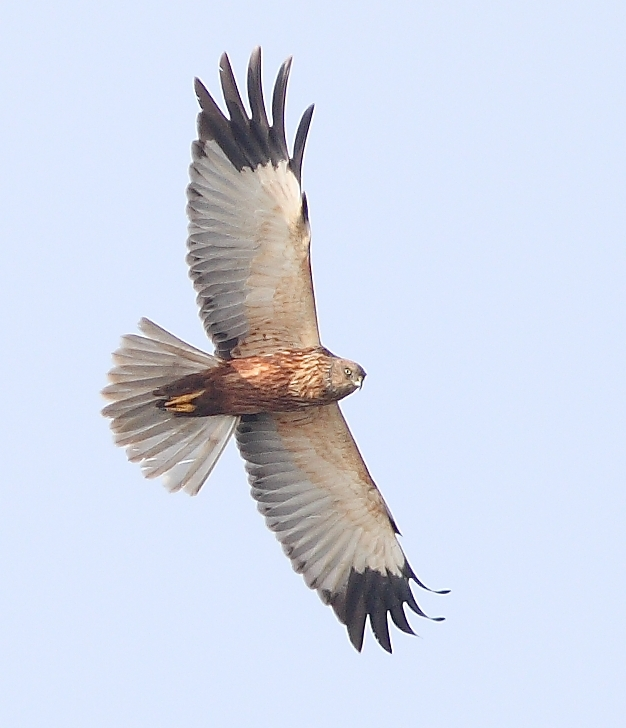
Дорослий самець: вигляд знизу
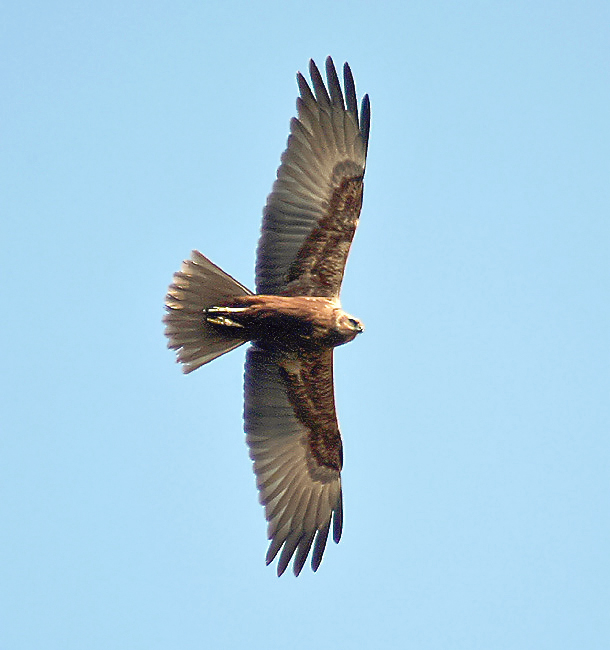
Доросла самка: вигляд знизу
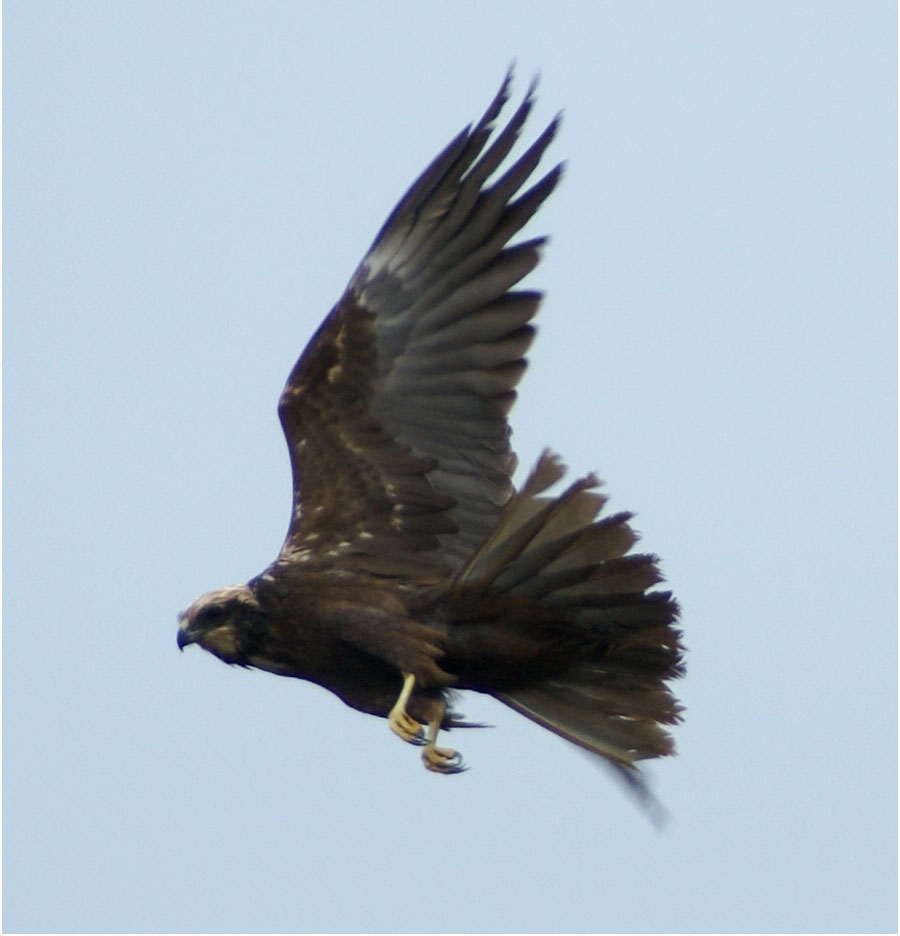
Доросла самка у польоті

## Поширення та чисельність
Поширений в помірному кліматі Євразії, в Північно-Західній Африці, на островах Реюньйон і Мадагаскар, в Австралії. В північній частині ареалу птах є перелітним. В Україні гніздиться по всій території, крім гірських районів; мігрує скрізь; іноді зимує на півдні, значно рідше трапляється взимку на решті території. 
Чисельність в Європі оцінена в 93—140 тис. пар. Найзвичайніший серед усіх видів лунів в Україні, гніздиться 13,8—23,6 тис. пар.

## Біотопи
Заселяє обширні заболочені простори з розвиненою надводною рослинністю і зарослі водойми. Надає перевагу густим заростям очерету.
Улюбленим гніздовим біотопом є масиви заростей очерету на великих озерах, водосховищах і ставах. Лісостепові райони заселені цим видом найщільніше. У степовій зоні достатньо поширений у заболочених балках, заплавах рік і вологих солончаках.
Під час міграцій і зимівлі трапляється в інших відкритих місцевостях.

## Гніздування
Гніздо — громіздка, до 1 м в діаметрі і 0,5 м у висоту будівля із стебел і листя торішнього очерету, рогозу та гілок. Гніздо будує серед очерету. Кладка з 4—5, рідко з 2 білих, іноді з зеленуватим відтінком і вохристими плямами яєць.
Самка висиджує кладку 33—36 днів. Пухове вбрання пташенят жовтувате, на голові біле.

## Живлення
Живиться дрібними птахами, яйцями, рибою, жабами, ловить дрібних звірів, особливо гризунів.

## Охорона
Стан більшості природних популяцій виду в межах ареалу залишається більш-менш стабільним. Саме тому він, згідно Червоного списку МСОП, отримав охоронний статус «відносно благополучний вид». Але в окремих регіонах спостерігається тенденція до зниження чисельності популяції виду, що потребує запровадження охоронних заходів. Тому, лунь очеретяний занесений до Додатку ІІ Бернської конвенції (охоронна категорія: вид підлягає особливій охороні) та Резолюції 6 (види, що потребують спеціальних заходів збереження їхніх оселищ) цієї ж конвенції. Крім того, вид охороняється Боннською конвенцією (В залежності від регіону: Додаток І. Види, що знаходяться під загрозою зникнення. Додаток ІІ. Види, стан яких є несприятливим), а також Вашингтонською конвенцією (CITES) (Додаток ІІ. Види, що можуть опинитися під загрозою зникнення у разі відсутності суворого регулювання торгівлі зразками таких видів) та Директивою Європейського Союзу 2009/147/ЄС «Про захист диких птахів» (Додаток І. Види і підвиди, що знаходяться під загрозою вимирання, які є вразливими, рідкісними або специфічними з екологічної точки зору). На регіональному рівні в Україні лунь очеретяний занесений до Червоних книг/списків тварин Миколаївської та Харківської областей.